# Cuando se pone a bailar
«Cuando se Pone a Bailar» es un sencillo escrito e interpretado por el cantante uruguayo Fer Vázquez y la cantante argentina Emilia Mernes en la banda musical de cumbia pop uruguaya Rombai. La canción fue lanzada el 25 de noviembre de 2016 a través de Montevideo Music Group.

## Antecedentes
Luego de la desvinculación de Camila Rajchman, el grupo uruguayo probó con varias alternativas para seguir produciendo música. Una de ellas fue la inclusión de una dj, Valentina Nirenberg, que finalmente, luego de varios meses trabajando en Rombai, se apartó del proyecto.
Posteriormente, en las giras de la banda por el interior de Argentina, conocieron a Emilia, y tanto él como la banda se «enamoraron de su voz». «Cuando se pone a bailar» se publica poco tiempo después, presentando oficialmente a Emilia como la nueva vocalista.

## Estructura
«Cuando se pone a bailar» tiene una duración de 3 minutos. Mezcla ritmos de cumbia con varios otros elementos de la música latina.

## Video musical
El video musical toma lugar en un parque acuático y muestra a los integrantes de la banda divirtiéndose en una fiesta. El video presenta oficialmente a Emilia Mernes en la banda, quien reemplaza a Camila Rajchman tras su desvinculación del grupo.

## Posicionamiento en listas

### Semanales
| Listas (2016-2017)       | Mejor posición |
| ------------------------ | -------------- |
| Uruguay (Monitor Latino) | 4              |